# Ebo iviei
Ebo iviei es una especie de araña cangrejo del género Ebo, familia Philodromidae. Fue descrita científicamente por Sauer & Platnick en 1972.

## Distribución
Esta especie se encuentra en Canadá y los Estados Unidos.